# Бри (Ил и Вилен)
Бри (фр. Brie) насеље је и општина у северозападној Француској у региону Бретања, у департману Ил и Вилен која припада префектури Рен.
По подацима из 2011. године у општини је живело 828 становника, а густина насељености је износила 61,06 становника/km². Општина се простире на површини од 13,56 km². Налази се на средњој надморској висини од 94 метара (максималној 113 m, а минималној 45 m).

## Демографија
| 1962. | 1968. | 1975. | 1982. | 1990. | 1999. | 2011. |
| ----- | ----- | ----- | ----- | ----- | ----- | ----- |
| 498   | 504   | 419   | 512   | 576   | 698   | 828   |

График промене броја становника у току последњих година